# Oswego (town, New York)
Pour les articles homonymes, voir Oswego.
Ne doit pas être confondu avec Oswego (New York).
Oswego est une ville du comté d'Oswego, dans l'État de New York, aux États-Unis,. En 2010, elle comptait une population de 7 984 habitants.

## Démographie
Lors du recensement de 2010, la ville comptait une population de 7 984 habitants, tandis qu'en 2014, elle est estimée à 7 920 habitants.